# Munição não detonada

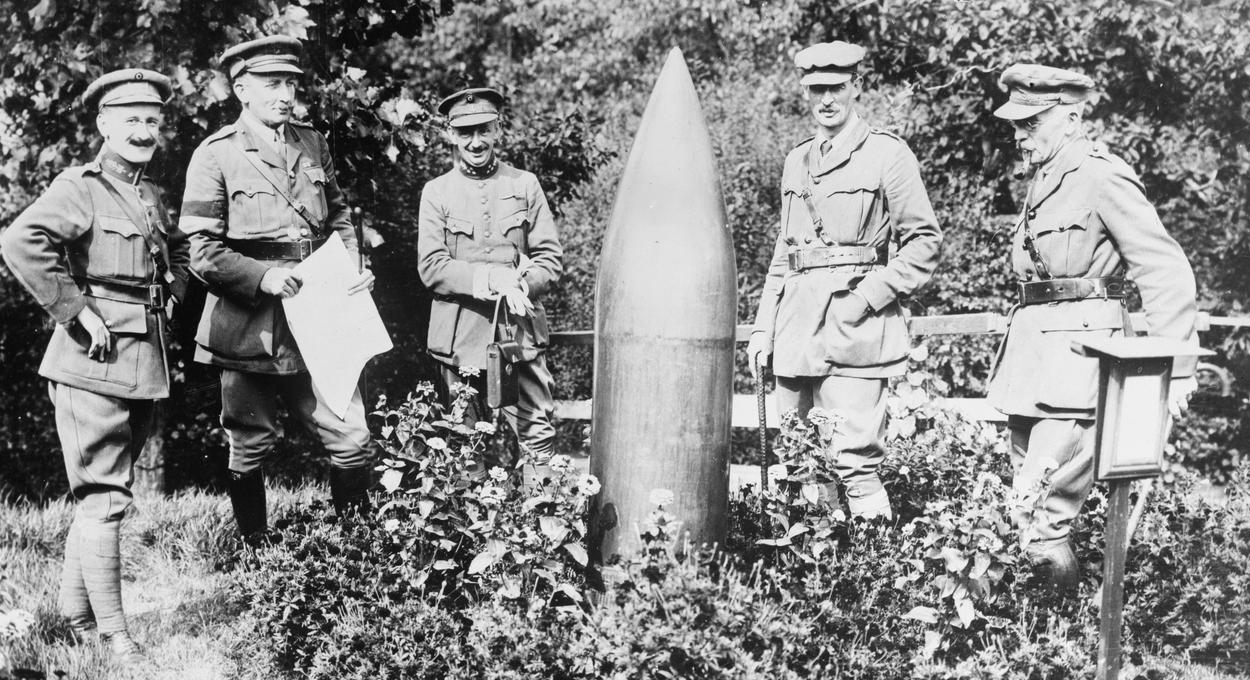
Oficiais britânicos e belgas frente a um obus alemão não detonada na Flandes durante a Primeira Guerra Mundial.

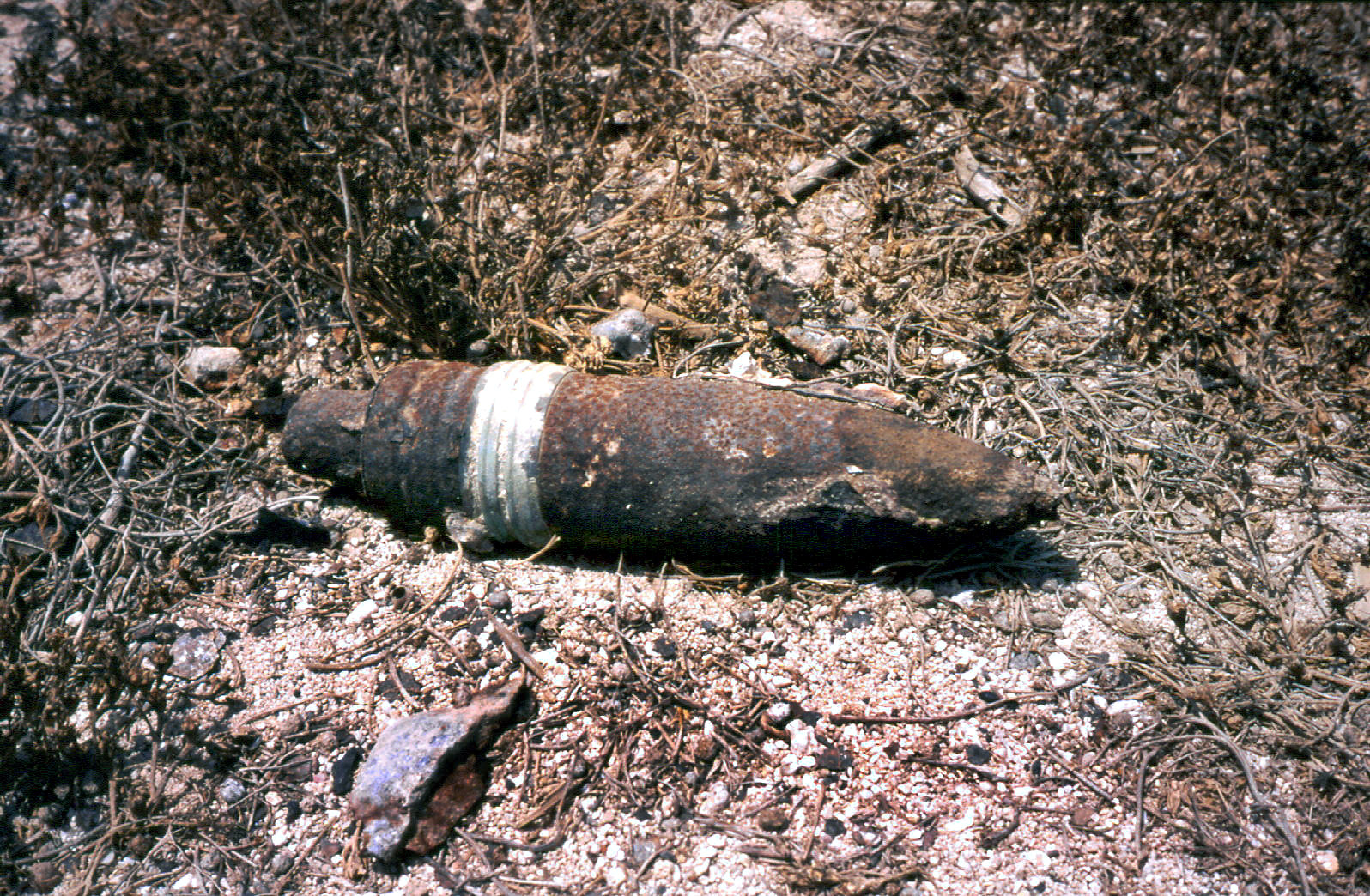
Projétil de artilharia iraquiana em avançado estado de corrosão utilizado durante a Guerra do Golfo de 1991.

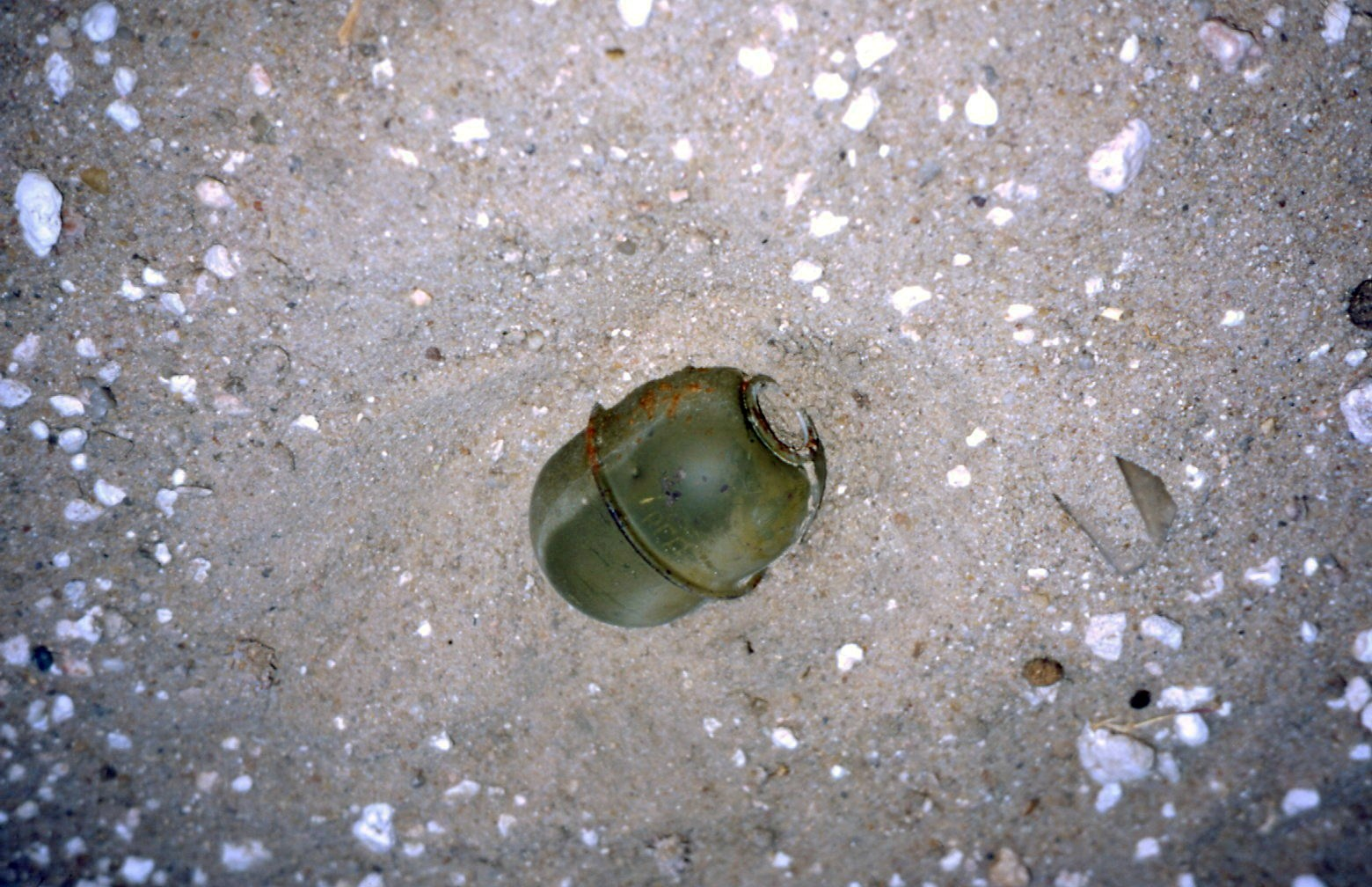
Uma granada de mão RGD-5 sem espoleta, mas com carga explosiva, abandonada desde 1991 no norte do Kuwait.

O termo munição não detonada, munição não explodida ou ainda pela sigla em inglês UXO (unexploded ordnance) refere-se a armas explosivas, especificamente bombas, projéteis, granadas, minas terrestres, minas navais ou outros equipamentos de guerra que não detonaram durante o conflito no qual foram utilizadas e que permanecem no terreno, à superfície ou enterradas, durante anos ou mesmo décadas. Deste modo representam um perigo latente para a população civil. As minas antipessoais e as bombas de fragmentação são os exemplos mais conhecidos e numerosos de munições não detonadas. As munições não detonadas entram também na categoria de restos explosivos de guerra.
Um total de 78 países encontra-se com minas terrestres no terreno em situação pós-conflito, e estas matam de 15000 a 20000 pessoas cada ano, ferindo e mutilando muitas mais. Cerca de 80% das vítimas são civis, sendo as crianças o grupo etário mais afetado.